# 糙独活
糙独活（学名：Heracleum scabridum）是伞形科独活属的植物，是中国的特有植物。分布在中国大陆的云南、四川等地，生长于海拔2,000米的地区，多生长于高山灌林下草丛中，目前尚未由人工引种栽培。

## 别名
滇白芷（滇南本草）